# Doze Meses (1980)
Twelve Months (世界名作童話 森は生きている, Sekai Meisaku Dōwa Mori wa Ikiteiru, em russo:  Двенадцать месяцев, Dvenadtsat mesyatsev), (Brasil: Doze Meses ) também conhecido como Ana e o Anel Mágico é uma longa-metragem de animação de 1980 dirigida por Kimio Yabuki e Tetsuo Imazawa, foi produzida pelo estúdio Toei Animation do Japão em parceria com Sojusmultfilm da União Soviética.  Foi baseado no conto de fadas do mesmo nome escrito por Samuil Marshak. A música foi composta por Vladimir Ivanovich Krivtsov (Владимир Иванович Кривцов) e performada por National Leningrad Philharmonic sob a direção de A. S. Dmitriev. O famoso mangaká Osamu Tezuka serviu como designer dos personagens no filme.
O filme chegou ao Brasil através de VHS, diretamente em vídeo sob a distribuição de Brazil Home Vídeo, a dublagem brasileira foi realizada pelos estúdios BKS.

## Enredo
A jovem rainha pede um buquê de flores do tipo campânula-branca para o dia de Ano Novo, em troca de uma recompensa. Uma mulher gananciosa envia sua enteada, a quem ela não gosta, a olhar para as flores em uma floresta fria, sabendo que a tarefa será impossível para ela. A menina quase congela até a morte na floresta, mas ela é resgatada pelos espíritos dos doze meses, que criam a primavera ao seu redor. A menina é capaz de entregar o buquê para a rainha, mas outros querem uma parte da recompensa.

## Elenco
- Ana - Shinobu Otake
- Rainha - Ai Kanzaki.
- Madrasta - Tokuko Sugiyama.
- Filha da Madrasta - Mariko Mukai.
- Professor - Ichirō Nagai.
- Primeiro Ministro - Masashi Amenomori.
- Oficial - Daisuke Ryu.
- Janeiro - Kiyoshi Kobayashi.
- Abril - Katsuji Mori.
- Soldado - Masato Yamanouchi.
- Jovem Soldado - Koji Yakusho.
- Voz adicional - Hidekatsu Shibata.